# Ōkami Kodomo no Ame to Yuki
Ōkami Kodomo no Ame to Yuki (おおかみこどもの雨と雪) é um filme de animação japonês de 2012 realizado por Mamoru Hosoda.  O filme dá protagonismo às vozes de Aoi Miyazaki, Takao Osawa, Haru Kuroki e Yukito Nishii. Em Ame to Yuki, Hana apaixona-se por um homem-lobo. Juntos, eles têm dois filhos meio-lobisomens: Yuki, a mais velha, e Ame. Logo após o nascimento de Ame, seu pai desaparece e Hana acaba por encontrá-lo morto, de uma forma misteriosa. Hana toma a decisão de mudar-se para uma cidade rural, onde pretende continuar a cuidar das duas crianças-lobo longe de olhares curiosos.
Para a realização do filme, Hosoda optou pelo Studio Chizu, que trabalhou na animação em parceria com a Madhouse. O designer responsável pelo visual dos personagens foi Yoshiyuki Sadamoto, conhecido pelo seu trabalho com Evangelion. A estreia mundial de Ame e Yuki deu-se no dia 25 de Junho de 2012, em Paris, tendo sido lançado nos cinemas a 21 de Julho de 2012, no Japão.
Além do filme, duas lights novels e um mangá foram escritos por Hosoda (com a arte de Yu) e lançados pela Kadokawa Shoten.